# جزيرة النبيه صالح
جزيرة النبيه صالح هي جزيرة في مملكة البحرين في الخليج العربي. تقع الجزيرة في خليج توبلي شرق جزيرة البحرين. مرتبطة بكل من جزيرة سترة وجزيرة البحرين من خلال جسر سترة.
هذه الجزيرة في الأصل مثل سترة مليئة بالمزارع وبساتين النخيل ولكنها تعاني الآن من إزالة الغابات الجماعية. معظم السكان من الشيعة البحارنة.

## التسمية
تم تسمية الجزيرة على العالم المسلم الشيخ صالح الذي عاش هناك في القرن 14 الميلادي.

## طبيعة الجزيرة
عرفت قديماً بجزيرة (أُكل) وقد اشتهرت بكثرة العيون والنخيل والعديد من الأصناف الزراعية كالليمون والتين والرمان وقصب السكر إضافة إلى أشهر الخضار كالبامية والباذنجان والقرع.
من أهم العيون فيها عين السفاحية التي كانت تسقي معظم مزارع القرية إلى درجة أن الفائض من المياه يصب في البحر من الجهة الشمالية للقرية. كما اشتهرت في القرية عيون أخرى كالعين المدورة وعين الخضراء إلى جانب العديد من الكواكب. ولفظ كوكب لفظ شائع وهو عادة ما يطلق على نبع الماء ذي حجم أصغر من العين. ومن أشهر الكواكب في الجزيرة كوكب الشيخ وكوكب الفراح وكوكب العرائس وكوكب الحلة وكوكب ناصر.
وقد بدأت مصادر المياه في القرية من عيون وكواكب وآبار في التلاشي والاضمحلال في بداية عقد 1970 بسبب تسرب الملوحة الشديدة ونقص المياه الجوفية المغذية لها. ففي عام 1987 جفت عين السفاحية ثم بدأت العيون بالجفاف المتلاحق وكان آخرها كوكب الشيخ الذي ردمته البلدية بعد اضمحلال مائه في أغسطس 2001. وبهذا بدأ الغطاء الزراعي بالانهيار نتيجة قلة المياه.
عرفت جزيرة النبيه صالح باعتدال طقسها ولطافة هوائها ويعود الفضل في ذلك لكثرة النخيل ووجود المسطحات المائية بكثرة حيث كانت جداول المياه الآتية من العيون والكواكب تحيط بالمنازل إضافة إلى إحاطة البحر لها من جميع الجهات خاصة الساحل الشمالي المفتوح حيث كان الأهالي يتجمعون في منطقة هناك تسمى (بدائع عسل) حيث كانت هذه المنطقة تتميز بساحلها مرتفع الأسوار مما يسبب اندفاع الهواء بقوة وباستمرار. كل هذه المميزات جعلت من هذه المنطقة مصيفاً ممتازاً لأهالي القرية وأهالي المناطق المجاورة.